# Морской охотник (игра)
Морской охотник (вне СНГ игра известна как PT Boats: Knights of the Sea) — компьютерная игра в жанре симулятора москитного флота/торпедного катера, разработанная и изданная российской компанией Акелла.
Игра была готова в 2004 году как совместная разработка компаний Акелла и 1С. Однако, получив все права на проект, Акелла решила его полностью переделать, сделав игру более аркадной. В итоге игра вышла в начале 2009 года.

## Отзывы
| Русскоязычные издания | Русскоязычные издания |
| Издание               | Оценка                |
| --------------------- | --------------------- |
| Absolute Games        | 59 %                  |
| «Игромания»           | 7,5/10                |
| «Страна игр»          | 8,5/10                |